# تام هارکین
تام هارکین (به انگلیسی: Tom Harkin) (زادهٔ ۱۹ نوامبر ۱۹۳۹) سناتور ایالت آیووا در سنای ایالات متحده آمریکا است که برای نخستین‌بار در ۳ ژانویه ۱۹۸۵ به‌عضویت این مجلس درآمد. وی در زمرهٔ سناتورهای گروه دوم است که به‌مدت ۴ سال در سنا حضور داشت و تا تاریخ ۳ ژانویه ۲۰۱۵ در این مجلس بود.